# イホウンデー
イホウンデー（Yhoundeh）は、創作作品群クトゥルフ神話に登場する架空の神性。創造者はクラーク・アシュトン・スミス。
ヘラジカの女神。
ハイパーボリアで信仰されていた。大勢力を誇ったが、ツァトゥグァの邪教徒である魔道士エイボンの捕縛に失敗したことで、教団は弱体化する。
スミスがロバート・バーロウに宛てた1934年9月10日付書簡によると、イホウンデーはジヒュメという存在から生まれたという。ジヒュメは、スミス生命体の「アルケタイプ」（原型）と称される存在で、「いくぶん楕円形で朧な」大鹿の姿をした両性具有の生命体とのこと。鹿の原型ジシュメの子が、ヘラジカの女神イホウンデーである。
また同書簡によると、イホウンデーはナイアーラトテップの配偶者であるという。
リン・カーターは1957年の『クトゥルー神話の神神』にて、イホウンデーを地球本来の神々の一柱に分類した。

## 登場作品
- 魔道士エイボン：クラーク・アシュトン・スミス
- クラーク・アシュトン・スミスからロバート・バーロウ宛1934年9月10日付書簡[1]